# Jean Baptiste Boussingault
Jean Baptiste Joseph Dieudonné Boussingault, nascut a París el 2 de febrer de 1802 i traspassat a París l'11 o el 12 de maig de 1887, va ser un químic i agrònom francès, conegut per als seus treballs de química agrícola i per a la posada a punt dels primers acers al crom.

## Biografia
Fill d'un antic soldat que tenia un despatx de tabac i de la filla del burgmestre de Wetzlar, incapaç de suportar el liceu napoleònic, es forma sòl seguint els cursos públics del Col·legi de França i del Museu Nacional d'història natural. Assabentant-se de la creació de l'Escola dels miners de Saint-Étienne (actual Escola nacional superior de mines de Saint-Étienne), s'hi va traslladar el desembre de 1818. Allà hi va conèixer a Benoît Fourneyron i descobreix la qualitat del laboratori químic. El director Louis Antoine Beaunier, entusiasmat per les seves capacitats, li confia aviat experiències. Aconsegueix el seu títol el juliol de 1820.
En aquell moment Simón Bolivar desitjava fundar a Colòmbia una escola per formar enginyers i Boussingault, recomanat per Alexander von Humboldt, s'embarca el setembre de 1821 cap a Amèrica del Sud. Va presentar-se a Bolívar a Bogotà el maig de 1822 i va ser destinat al seu estat major, on va ascendir fins al grau de Coronel. Va realitzar nombroses observacions científiques (sobre els volcans, les coves…) durant els 10 anys que va estar per Colòmbia, Veneçuela i l'Equador, i allà va començar a interessar-se per les qüestions agrícoles. Va entrar al servei d'una companyia anglesa el 1827 per dirigir l'explotació d'una mina d'or. De tornada a França, va ser escollit per l'Acadèmia de les ciències el 1839, després va ser nomenat professor de química i degà de la Facultat de ciències de Lió (1843) abans de fer-se el 1841 amb la càtedra d'economia rural al Conservatori nacional dels arts i oficis, creada especialment per a ell.
Va ser elegit diputat del Baix Rhin (1848-1849) i va dimitir per entrar al consell d'Estat on hi quedà fins al 1851. La seva carrera política es va acabar amb l'adveniment del Segon Imperi. Molt lligat a Alsàcia veu amb tristesa que passi a formar part de l'Imperi alemany el 1871. Una de les seves filles es va casar amb el constructor mecànic Jean Claude Crozet, nebot de Benoît Fourneyron, i l'altra amb Jules Holtzer, director de les Fargues i Fàbriques d'Acer d'Unieux. Aquest últim, condicionat per al seu sogre, munta un laboratori a la fàbrica per a la posada a punt dels acers al crom. Els seus últims anys són enfosquits per la mort prematura del seu gendre Holtzer després per la de la seva esposa.
Va ser elevat de manera successiva als diversos rangs de la legió d'honor, de cavaller a gran oficial el 1876. El 1878 va rebre la Medalla Copley. El 1895, Aimé Jules Dalou va realitzar un grup escultòric en bronze dedicat a Jean Baptiste Boussingault, on dues figures simbolitzen la Ciència al servei de l'Agricultura, i va ser instal·lat a la plaça del General Morin a París. Un cràter de la Lluna porta el nom de Boussingault, en homenatge a aquest enamorat dels volcans. També un mineral de la classe dels sulfats, la boussingaultita, rep el nom en honor seu.

## Obra
Com alumne ja va demostrar el paper que exercia el silici en l'acer. El fet de ser copropietari del domini de Bechelbronne (avui Merkwiller-Pechelbronn), pel seu matrimoni amb una Alsaciana, li va permetre dedicar-se a les seves experimentacions agronòmiques, que varen portar-lo a ser considerat el fundador de la química agrícola moderna. Es va fer cèlebre pels seus descobriments sobre l'absorció del nitrogen per part de les plantes per a les quals és un element essencial i per haver demostrat que el carboni de les plantes prové del diòxid de carboni atmosfèric. Va fer investigacions sobre la composició exacte de l'aire atmosfèric, en col·laboració amb Jean-Baptiste Dumas, sobre la composició dels vegetals de l'alimentació dels herbívors, sobre la detecció de l'arsènic. El seu llibre, l'"Economia rural" del 1843 el va consagrar com a primer químic agrícola. Va reunir els seus treballs sobre la química agrícola sota el títol Agronomia, química agrícola i fisiologia, del qual vuit volums varen ser publicats entre 1860 i 1891, i ràpidament traduïts a l'anglès i a l'alemany.

### Obres
- Boussingault, J.B.. Viajes científicos a los Andes ecuatoriales: ó Coleccion de memorias sobre física, química é historia natural de la Nueva Granada, Ecuador y Venezuela.  París: Lasserre, 1849.
- Boussingault, J.B.. Économie rurale.  París: Bechet Jeune, 1851.
- Boussingault, J.B.. Études sur la transformation du fer en acier par la cémentation.  París: Gauthier-Villars, 1875.
- Boussingault, J.B.. Agronomie, chimie agricole et physiologie.  París: Gauthier-Villars, 1878.
- Boussingault, J.B.. Mémoires de J.-B. Boussingault.  París: Chamerot et Renouard, 1892-1903.
- Dumas, J.B.; Stas, J.S., Boussingault, J.B.. L'air, l'acide carbonique et l'eau.  París: A. Colin, 1913.